# Elacomia clytina
Elacomia clytina är en skalbaggsart som först beskrevs av Charles Joseph Gahan 1906.  Elacomia clytina ingår i släktet Elacomia och familjen långhorningar.
Artens utbredningsområde är Burma. Inga underarter finns listade i Catalogue of Life.